# Branimir Longin
Branimir Longin (Zara, 7 febbraio 1978) è un ex cestista croato.

## Palmarès
- Lega Adriatica: 1

Zadar: 2002-03
- Coppa di Croazia: 4

Cibona Zagabria: 2001, 2002
Zadar: 1998, 2003
- Coppa di Bosnia ed Erzegovina: 1

Široki: 2011